# Xã Warrensburg, Quận Johnson, Missouri
Xã Warrensburg (tiếng Anh: Warrensburg Township) là một xã thuộc quận Johnson, tiểu bang Missouri, Hoa Kỳ. Năm 2010, dân số của xã này là 23.218 người.